# Bespuća povijesne zbiljnosti
Bespuća povijesne zbiljnosti su polemičko-povijesno djelo Franje Tuđmana, prevođeno i na strane jezike.

## Opis djela
Knjigu je Tuđman pripremao od ranih 1980-ih, a objavio 1989. – 1990. godine.
Bespuća se mogu odrediti kao dijelom polemika s političko-ideološkim protivnicima iz Tuđmanova komunistička razdoblja, a dijelom filozofski pokušaj meditacije nad nasiljem u svjetskoj povijesti. Djelo je i pokušaj artikulacije težnje za profiliranjem političke djelatnosti koja će svoj izraz dobiti u borbi za hrvatsku samostalnu državu. Najveći broj ilustracija za svoje tvrdnje o filozofiji povijesti crpi iz knjige Barbare Tuchman o „zlosretnom 14. stoljeću”, dok su klasični filozofi povijesti, kao i istaknutiji domaći geopolitičari (Ivo Pilar i Milan Šufflay) slabo zastupljeni u djelu. U svojemu pojmovnom instrumentariju knjiga je bila pomalo zastarjela već u trenutku izlaska: autorovo pozivanje na marksističke autoritete predstavljalo je anakronizam i u trenutku objave.[nedostaje izvor]
Predmet čestih kritika je Tuđmanov kritički pogled na neka glavnostrujaška tumačenja. U cijelom jednom poglavlju, naslovljenom „O historijatu umnožaba ratnih zločina i stvaranja "jasenovačkog" mita i "bleiburškog" mita”, Tuđman podrobno analizira to pitanje.
Namjerom pobijanja „glavnog velikosrpskog mita”, Jasenovca, statistikama je potkrijepljivao proizvoljnost dotadašnjih procjena o žrtvoslovlju tijekom Drugoga svjetskog rata. Naveo je i dosta povjesničara koji problematiziraju brojke o stradanju Židova pod nacističkim režimom, držeći upitnom tezu o 6 milijuna poubijanih Židova. Ti istraživači smatraju da se točna brojka ne može odrediti, ali da je bliža procjeni od 4 milijuna, a ne 6 milijuna.[nedostaje izvor] U djelu otvara i temu židovskih kapoa u koncentracijskim logorima (tj. o «suradnji» židovskih logoraša s nacističkim nadzornicima, uglavnom po memoarima hrvatskoga komunista Ante Cilige, koji je proveo godinu dana kao zatočenik u Jasenovcu).[nedostaje izvor]
Tuđman je također tvrdio da je „orkestrirana navala” srpskih povjesničara na Katoličku Crkvu i njezinu ulogu među Hrvatima, napose tijekom Drugoga svjetskog rata, zapravo nastavak i primjena Stojanovićeve teze s početka 20. stoljeća.
Jezikoslovno nasljeđe djela je ulazak nekih Tuđmanovih novotvorenica u hrvatski jezik.[nedostaje izvor]

## Sadržaj djela
- Dio prvi
  - Povijest i životna sudba
    - I. O orisu jasenovačkog mita i teza o genocidnosti hrvatstva
    - II. O »Eri tuđmanovštine« ili otkada i o čemu je spor
      - 1. U sukobu s dogmatsko unitarističkim nagnućima na strategijskom području narodne obrane
      - 2. U viru ključnog spora oko sloma monarhističke Jugoslavije i Hrvatske u NOR-u
      - 3. U procjepu političkog voluntarizma i znanstvenog nastojanja
      - 4. U žrvnju obračuna dogmatskih snaga s demokratsko-progresivnim strujama
- Dio drugi
  - Povijest kao zločinidba i mitska pričimba
    - I. O historijatu umnožaba ratnih žrtava i stvaranja »jasenovačkog« mita i »bleiburškog« mita
    - II. Tragovima povijesne (pre)ozbiljnosti i nerazboritosti
      - 1. Pri-činidbe mitomanske pri-povijesti
      - 2. O ratnim i genocidnim zlodjelima u ranijoj povijesti
      - 3. U sjeni »holokausta«
      - 4. Svedobna sveudiljnost genocidne činidbe
- Dio treći
  - Filozofija i povijesno zlo
    - I. Prazdvajanja ljudskog uma nad bivstvom nasilja
      - 1. U mitologijsko-religijskom mudroslovlju
      - 2. U antičkom filozofskom umovanju
      - 3. U kršćanskoj skolastici

    - II. Promišljanja smisla neizbježiva zla
      - 4. U humanističko-renesansnom povijesno-misaonom grotlu
      - 5. Na putovima racionalizma
      - 6. U razboru prosvjetiteljskom
      - 7. U obzorju europske klasike

    - III. Osmišljavanje svrhovitosti i besciljnosti sile
      - 8. Na inačištu suglasja i opreka s filozofskim nasljeđem
      - 9. U domišljanju pacifističkom i marksističkom
      - 10. U faštističko-nacističkom procijepu volje i raz-uma
      - 11. U suvremenom promišljanju svevremenskoga bezgraničja zlosilja
      - 12. U razdvojbi - zdvojnosti
- Dio četvrti
  - Povijesne činjenice i neznanstvene teorije
    - I. Izopaka povijesno-znanstvenih činjenica
      - 1. O vjerodostojnosti izvora i svjedočanstava o ratnim žrtvama
      - 2. O dosadašnjim znanstvenim spoznajama

    - II. Mitska podloga teorija o genocidnosti hrvatstva
      - 3. Od mita do teorija o genocidnosti svakog hrvatstva
      - 4. O povijesnoj krivnji katoličke Crkve
      - 5. O prosudbama nacionalizma i separatizma hegemonizma i federalizma

  - Zaglavak
- Pretpostavke za ozbiljenje povijesne razboritosti
- Kazalo imena[4]

## Izdanja
hrvatsko
Bespuća povijesne zbiljnosti. Rasprava o povijesti i filozofiji zlosilja, 
- Zagreb, 1989.;
- II. izd. 1989.,
- III. i IV. izd. 1990.[2]

njemačko
- Irrwege der Geschichtswirklichkeit : eine Abhandlung über die Geschichte und die Philosophie des Gewaltübels, Školska knjiga: Zagreb, 1993.[5]